# الإخاء العثماني
الإخاء العثماني هي دورية لبنانية تصدر باللغة العربية أسسها محمد شاكر الطيبي في بيروت عام 1911م.